# Bühnen der Stadt Köln

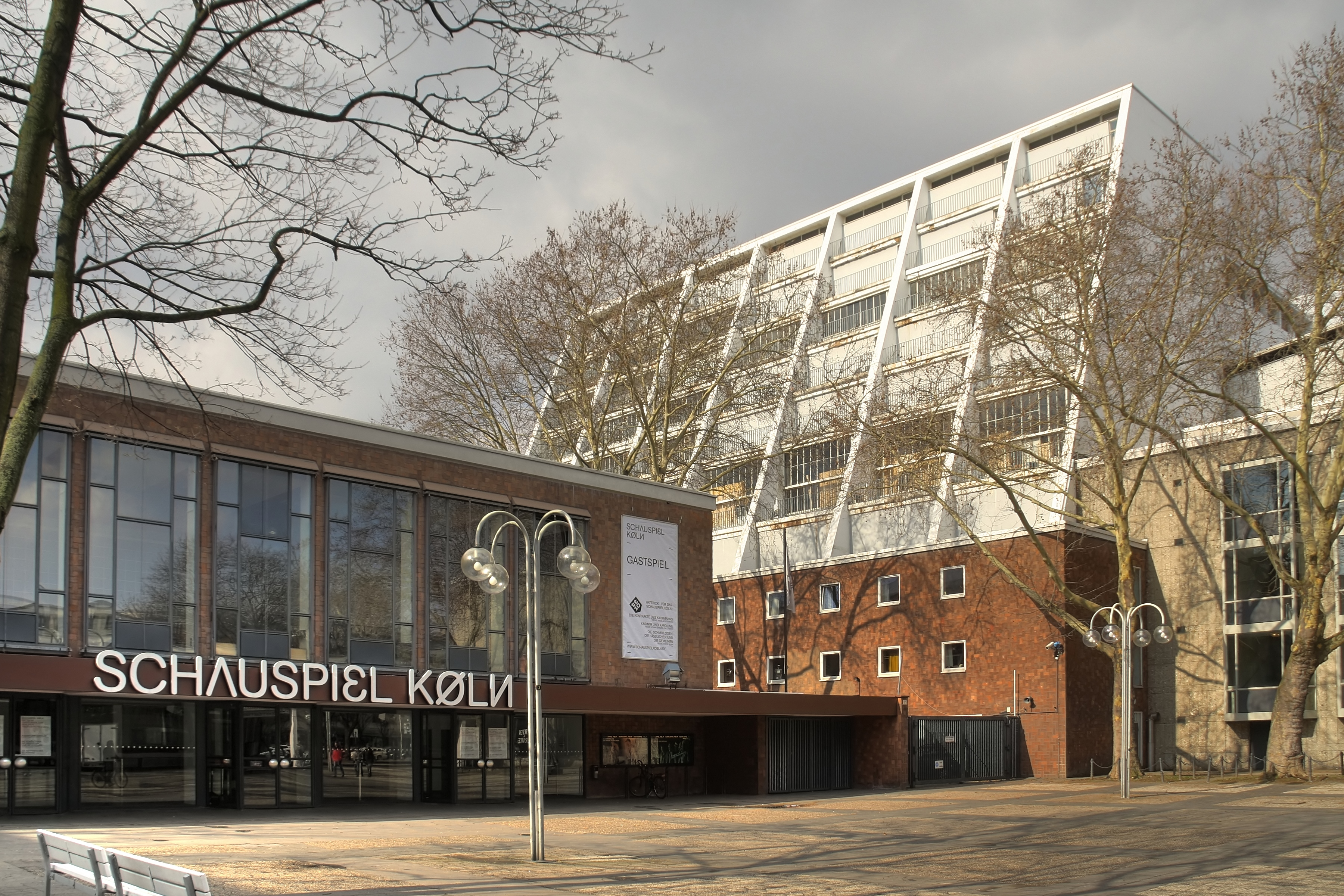
Schauspiel Köln, im Hintergrund die Oper Köln, 2010. Architekt beider Gebäude: Wilhelm Riphahn

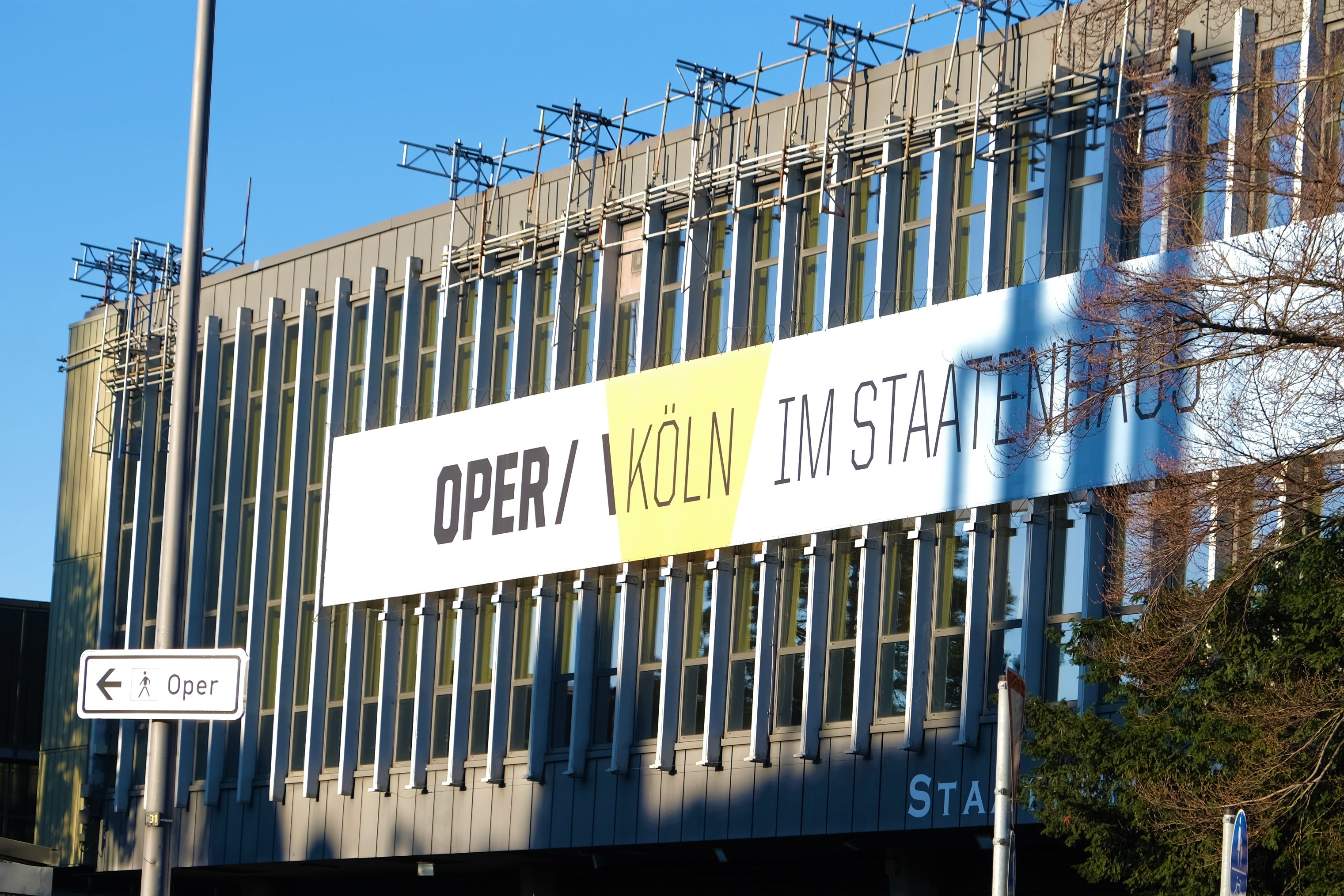
Zur Spielzeit 2015/16 bezog die Oper Köln ihr Interimsquartier im Staatenhaus am Rheinpark. (Foto: 2015)

Die Bühnen der Stadt Köln sind eine eigenbetriebsähnliche Einrichtung der Stadt Köln, in der die städtischen Theaterbetriebe mit ihren Spielstätten und Ensembles zusammengefasst sind. Dazu gehören die Oper Köln und das Schauspiel Köln.
Die Bühnen der Stadt Köln werden von einem Geschäftsführenden Direktor und einem Technischen Betriebsleiter geleitet. Bis 2002 gab es einen Generalintendanten der Bühnen der Stadt Köln (zuletzt Günter Krämer), anschließend wurde die Intendanz zwischen den Leitern von Oper und Schauspiel aufgeteilt. Als Opernintendant folgte 2022 Hein Mulders auf Birgit Meyer, Schauspielintendant ist seit 2013 Stefan Bachmann. Zur Spielzeit 2025/26 soll Kay Voges die Intendanz übernehmen. Von 2015 bis Juli 2024 war als Generalmusikdirektor François-Xavier Roth tätig, zugleich als musikalischer Leiter der Oper und des Gürzenich-Orchesters.

## Aufführungsorte
Zu den Bühnen der Stadt Köln gehören folgende Spielstätten:

### Oper Köln

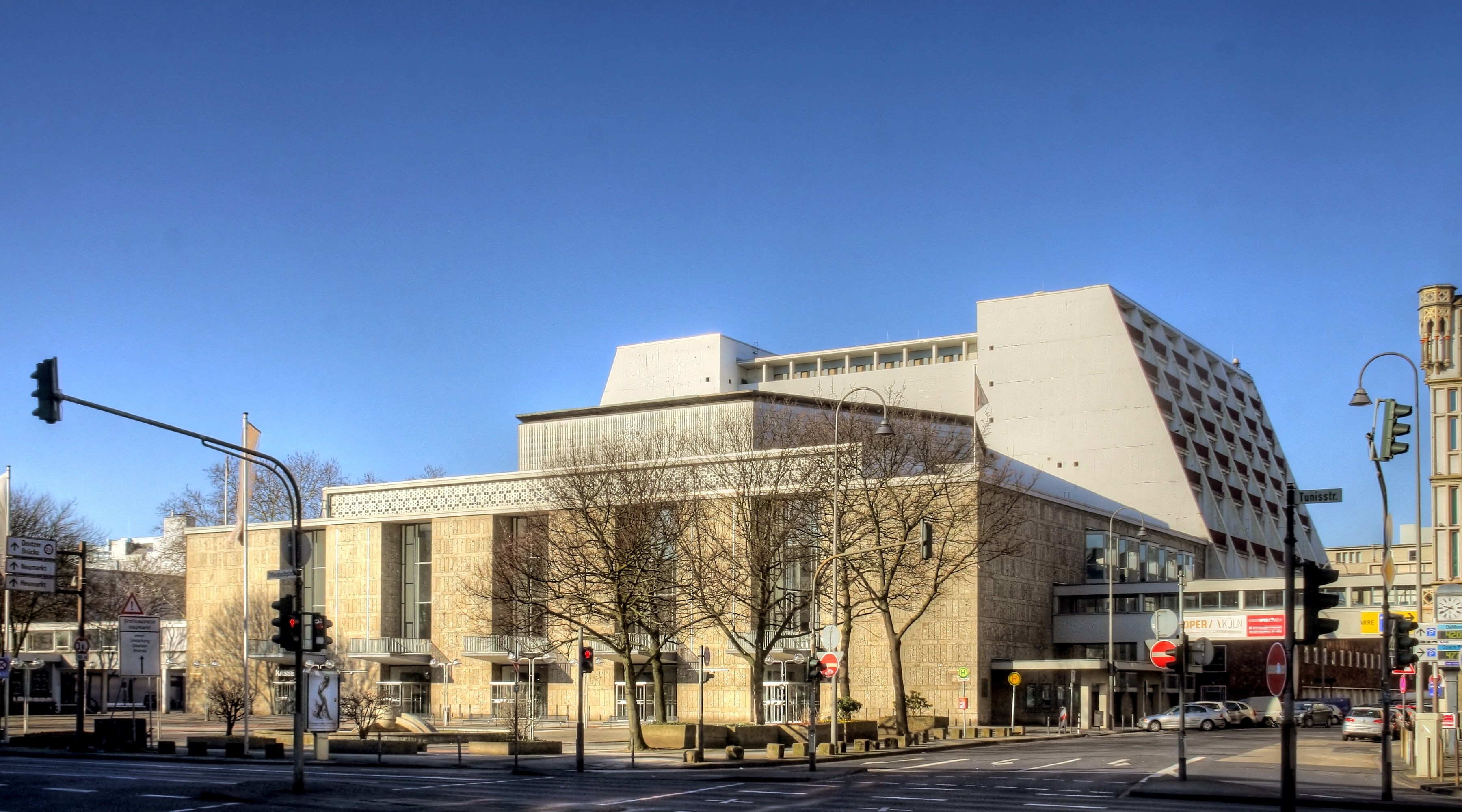
Oper am Offenbachplatz (2010)

Die Oper Köln steht auf dem Offenbachplatz. Wegen der Sanierung des Opernhauses, die voraussichtlich bis 2024 andauern wird, haben die Bühnen der Stadt Köln verschiedene Interimsspielstätten bezogen. Die Oper Köln nutzt bis zur Fertigstellung des Opernhauses am Offenbachplatz das am rechten Rheinufer gelegene Staatenhaus als Spielstätte. Anfang Mai 2024 nennt die Stadt aufgrund weiterer Bauverzögerungen keinen neuen Fertigstellungstermin.

#### Kinderoper Köln
Die Yakulthalle als ehemalige Spielstätte der Kinderoper im Foyer des Opernhauses (1996–2008) musste wegen der Sanierungspläne der Oper Köln aufgegeben werden. So bezog die Kölner Kinderoper 2009–2015 ein Interimsquartier im Alten Pfandhaus in der Kölner Südstadt. Seit 2015 hat sie ihren festen Platz in der Oper Köln im Staatenhaus am Rheinpark. Künstlerische Leiterin der Kinderoper ist seit der Spielzeit 2014/15 Brigitta Gillessen, die Musikalische Leitung hat seit 2012/13 Rainer Mühlbach inne.

### Schauspiel Köln
Das Schauspiel Köln liegt neben der Oper und ist Aufführungsstätte für diverse Kulturdarbietungen.

#### West-End-Theater
Dieses Theater befindet sich im oberen Foyer des Schauspielhauses und wurde von dem Künstler Mark Beard gestaltet. In dem im Barockstil gehaltenen Theatersaal haben etwa 60 Zuschauer Platz, und es finden überwiegend Lesungen und kleinere Produktionen statt.

#### Schlosserei

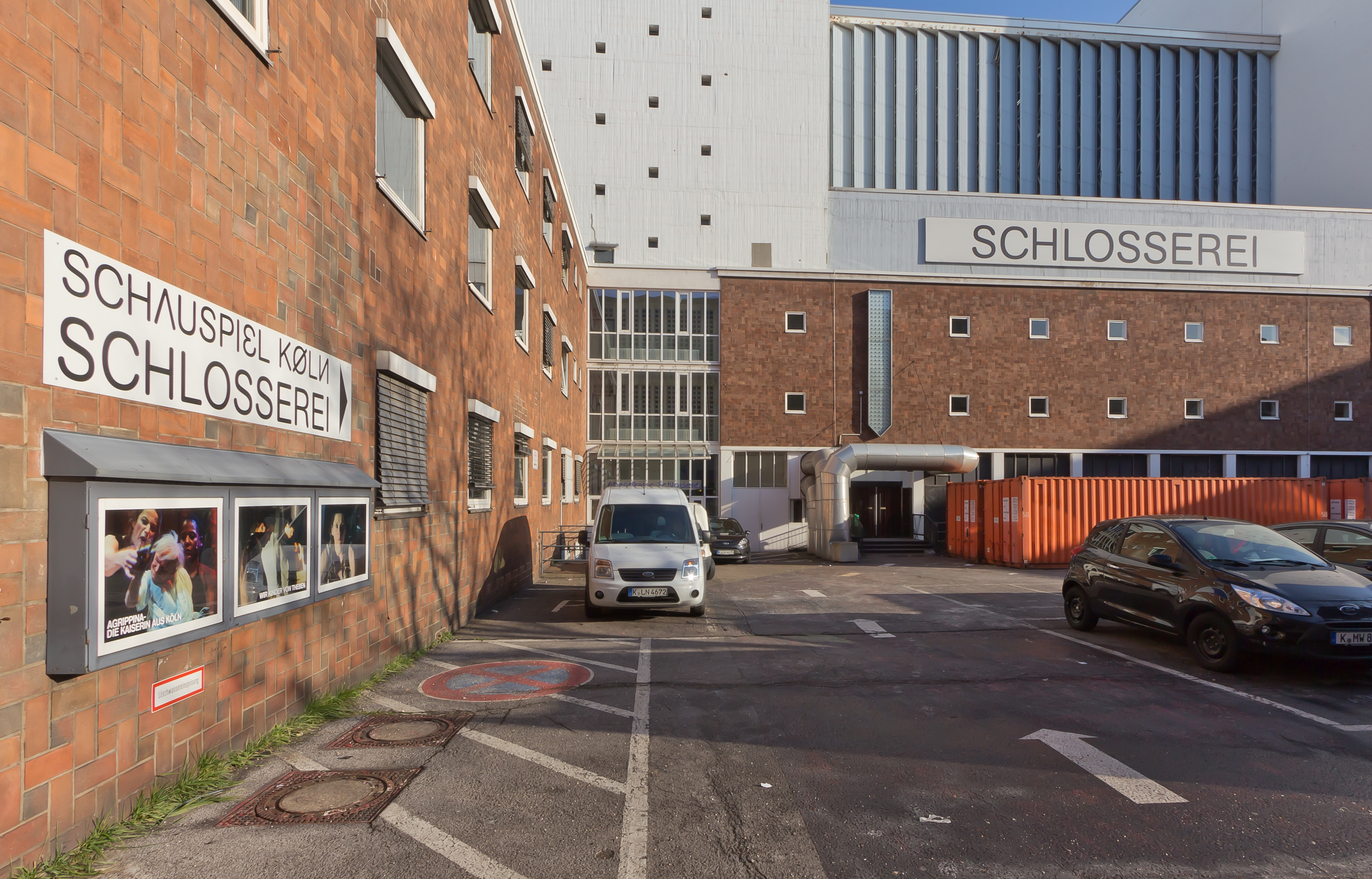
Schlosserei (2012)

In einer ehemaligen Schlosserei in der Krebsgasse ist diese Spielstätte mit etwa 130 Plätzen untergebracht. Die Stücke überwiegend moderner Autoren zielen auf ein junges Publikum ab.

#### Halle Kalk
Diese ehemalige Fabrikhalle mit 200 Plätzen war bis zu ihrer Schließung die einzige rechtsrheinisch gelegene dauerhafte Spielstätte des Schauspiel Köln für Aufführungen und Installationen, unter anderem von Gregor Schneider. Die denkmalgeschützte Halle musste 2015 wegen Einsturzgefahr geschlossen werden. Im Juli 2015 hat der Deutsche Kulturrat die denkmalgeschützte Halle auf die Rote Liste Kultur gesetzt und als gefährdet eingestuft (Kategorie 2).

### Tanz
Die Tanzcompagnie pretty ugly tanz köln, seit 2005 mit der künstlerischen Direktorin Amanda Miller, war den Bühnen der Stadt Köln vertraglich angegliedert, aber als eigene GmbH organisiert. Der Vertrag lief 2008 aus. Ende Februar 2013 gab der Kölner Kulturdezernent Georg Quander bekannt, dass es in der Spielzeit 2013/14 keine Tanzgastspiele geben wird. Die zunächst dafür vorgesehenen eine Million Euro wurden zurückgezogen. Ein Programm war bereits ausgearbeitet. Für die Beibehaltung des städtischen Etats für Tanzgastspiele in dieser Spielzeit hat sich ein breites Aktionsbündnis eingesetzt und Protestveranstaltungen auf die Beine gestellt, darunter der Kölner Kulturrat aus rund 60 Kölner Kultur-Institutionen.

### Ehemalige Spielstätten
Eine weitere Spielstätte für den Bereich Schauspiel waren bis 1994 die Kammerspiele, die nach dem Zweiten Weltkrieg im Rautenstrauch-Joest-Museum am Ubierring eingerichtet worden waren.